# Alexis Rodríguez Valera
Alexis Rodríguez Valera (La Habana, Cuba, 7 de julio de 1978) es un deportista cubano especialista en lucha libre olímpica donde llegó a ser medallista de bronce olímpico en Sídney 2000.

## Carrera deportiva
En los Juegos Olímpicos de 2000 celebrados en Sídney ganó la medalla de bronce en lucha libre olímpica de pesos de hasta 130 kg, tras el luchador ruso David Musulbes (oro) y el uzbeko Artur Taymazov (plata).